# Кастелларі — Кікко тема
Тема Кастелларі — Кікко — тема в шаховій композиції. Суть теми — вступним ходом з лінії пів-зв'язки біла фігура (не король) розв'язує свою фігуру «А», яка створює загрозу мату, і при цьому зв'язується інша біла фігура «В». Чорні в одному і тому ж варіанті захисту опосередковано зв'язують фігуру «А», й одночасно опосередковано розв'язують фігуру «В», яка й оголошує мат.

## Історія
Цю ідею запропонував італійський шаховий композитор Адріано Кікко (16.02.1907 — 30.08.1990), внісши цікавий нюанс в тему Кастелларі-1, свого співвітчизника, італійського шахового композитора Умберто Кастелларі (18.11.1912 — 02.11.1976).
В задачі в початковій позиції одна тематична фігура зв'язана, а другі дві стоять у пів-зв'язці. В рішенні вступним ходом біла фігура іде з пів-зв'язки, зв'язуючи одну свою фігуру, створюючи другу пів-зв'язку, розв'язує другу свою фігуру, при цьому виникає загроза мату від розв'язаної фігури.
Чорні в тематичному варіанті опосередковано зв'язують щойно розв'язану білу фігуру і опосередковано розв'язують іншу білу фігуру, яка була зв'язана, і тепер вона оголошує мат.
В зв'язку з тим, що А. Кікко зробив новий внесок в тему Кастеларі-1, ідея дістала назву — тема Кастелларі — Кікко. Тема Кастелларі — Кікко подібна до теми Кастелларі-1 тим, що тут робить вступний хід не король, а біла фігура. Відмінність від теми Кастелларі — Шора в тому що, тут проходить зв'язування і розв'язування чорними не прямо, а опосередковано. Відмінність від теми Кастелларі — Марі в тому, що тут вступний хід робить не король, а інша біла фігура.